# Râul Craiova, Mehadica
Râul Craiova este un curs de apă, afluent al râului Mehadica. 

## Hărți
- Harta Județului Caraș-Severin
- Harta munții Semenic  Arhivat în 4 martie 2016, la Wayback Machine.